# بروتوكول 1861
بروتوكول 1861  هو اتفاقية بين سكان لبنان وقعه المسيحيون والدروز بإشراف العثمانيين ليؤسس لمتصرفية جبل لبنان التي قامت على أنقاض القائمقاميتين. ويعتبر بعض المؤرخين أن هذا البروتوكول أعطى الدول الأوروبية دور مباشر في التدخل في الوضع اللبناني، ففرنسا أصبحت ترعى الطائفة المارونية، وروسيا القيصرية رعت الطائفة الأرثوذكسية، والنمسا اهتمت بالطائفة الكاثوليكية، وإنجلترا بالدروز بينما العثمانيون رعوا مصالح الطائفتين السنية والشيعية.

## ه
بعد المَجازر التي حلت بالموارنة في قائمقامية الدروز في العام 1860، تدخـل الفرنسيون عسكريًا لوضع حد للنزاع. وعقد في بيروت مؤتمر لممثلي القوى الأوروبية لإعادة تنظيم جبل لبنان كـكيان سياسي ذو وضع خاص داخل النظام العثماني. وفي 9 يونيو 1861 أقر أعضاء اللجنة النظام الجديد للبنان وجرى التوقيع على الاتفاق في الأستانة فيما عرف بالنظام الأساسي. وبناء عليه أصبح لبنان سنجقًا عثمانيًا ذو استقلال داخلي بضمانة الدول الموقعة على هذا النظام.